# Екуменополис
Екуменополис (на грчком: град-планета) је реч коју је 1967. године измислио Константинос Доксијадис, грчки планер градова, да би представио идеју да ће се једном у будућности све урбане средине и мегалополиси спојити и да ће постојати непрекидна јединствена урбана област која ће покривати целу површину света.
Свет који би пролазио кроз овакав хиперразвој би највероватније или увозио храну са других планета, или би се она гајила у огромним орбиталним или подземним хидропоничним складиштима. Цивилизација способна да изгради екуменополис је скоро по дефиницији рангирана најмање као Тип Један на Кардашевљевој скали.
Доксијадис је такође осмислио сценарио, заснован на традицијима и трендовима урбаног развоја његовог времена, у којем најпре предвиђа европски еперополис (град-континент) који би постојао на области између Лондона, Париза и Амстердама.

## Екуменополис у фикцији
У научној фантастици екуменополиси су често престонице галактичких царстава. Примери екуменополиса у научној фантастици су:
- Планета Менхетн, Нови Берлин, Нови Токио и Нови Лондон из рачунарске игре Freelancer.
- Корусант из Звезданих ратова.
- Денон, Нар Шада и Тарис из проширеног универзума Звезданих ратова.
- Остаци непознатог напуштеног екуменополиса приказаног у трилогији Матрикс.
- Сајбертрон из Трансформерса.